# Nicolas Lazarévitch
Pour l'homophone, voir Lazarević (homonymie).
Nicolas Lazarévitch, né le 17 août 1895 à Jupille dans la banlieue liégeoise (Belgique) et mort le 24 décembre 1975 à Paris, ouvrier électricien, ouvrier du bâtiment puis correcteur d’imprimerie, militant libertaire, syndicaliste-révolutionnaire et anarcho-syndicaliste d’origine russe.
Il fut marié à Ida Gilman dite Ida Mett.
Enfant d'exilés fuyant le régime du tsar pour leurs activités révolutionnaires, il passe sa jeunesse en Belgique. Nicolas Lazarévitch devient avec le libraire Hem Day, une des quelques figures illustres du mouvement libertaire bruxellois.

## Biographie
Il s'installe en France à la fin des années 1920.
Il voyage en URSS. Il s’y forge des convictions anarcho-syndicalistes qui l’amènent à faire une analyse critique du pouvoir bolchevique.
Autodidacte, il travaille en usine. Il est emprisonné en 1924 à Moscou, pour ses activités syndicales illégales. Il a organisé avec quelques ouvriers un groupe anarcho-syndicaliste à l'usine Dynamo de Moscou, qui publie plusieurs tracts posés de nuit sur les établis, collés sur les affiches officielles, lus en public ou transmis sous le manteau. Ces tracts prennent position contre les baisses de salaire, contre l'accord économique entre l'Angleterre et l'URSS, contre les campagnes tayloristes, en présentant toujours une alternative syndicaliste-révolutionnaire.
Grâce à ses relations dans la gauche anti-stalinienne, dont Boris Souvarine, qui deviendra un ami privilégié, une campagne d’opinion en France le fait libérer en 1926. Le 29 septembre suivant, Nicolas Lazarevitch est expulsé d’URSS.
Il arrive en France. À la suite d'une campagne dénonçant la situation des ouvriers en Russie menée par sa femme Ida Mett, ils sont tous eux deux expulsés.
Ils s'installent en Belgique jusqu'en 1936. En 1932, naît un fils qu'ils appellent Marc. Pendant cette période, il fréquente les milieux libertaires et pacifistes belges.
Avec Ida Mett, ils font des incursions illégales en France pendant deux ans, puis en 1931, en Espagne où ils rencontrent Francisco Ascaso et Buenaventura Durruti et grâce à leur aide, y organisent plusieurs réunions publiques.
Ils reviennent clandestinement en France en 1936. Ils habitent au Pré-Saint-Gervais. Leur naturalisation est systématiquement refusée, n'obtenant que des permis de séjour à durée limitée, et cela jusqu'à leur décès. Leur ami Boris Souvarine arrive à régulariser leur situation administrative.
Il est l'auteur de nécrologies, dont celle d'Andreu Nin Nin assassiné, parue dans La Révolution prolétarienne n°252 en août 1937.
Le 8 juin 1940, ils sont de nouveau arrêtés puis emprisonnés. Lui est envoyé au camp du Vernet et en ressort au bout de trois mois.

## Anti-communiste
Dès lors, à côté de ses autres activités politiques - essentiellement au Syndicat des correcteurs après 1945 - il se lance dans un travail constant d’information sur l’Union soviétique, faisant de la connaissance de l’URSS un véritable combat qu’il mène contre les communistes, espérant convaincre un public de préférence ouvrier et syndicaliste, quant aux mensonges véhiculés par la propagande soviétique.
Jusqu’à sa mort, Lazarévitch va s’efforcer de faire entendre son point de vue, en participant à différents publications, en organisant des conférences, le tout au sein de cercles restreints composés de son entourage proche (des amis, des camarades de travail, des étudiants qu’il rencontre lorsqu’il reprend ses études, après 1960 surtout), de sa famille politique et d’autres groupements d’émigrés russes actifs dans la dénonciation du régime soviétique.
Il crée, en compagnie de grands noms comme Albert Camus, mais aussi Louis Mercier et Roger Lapeyre, les Groupes de liaison internationale (GLI), dans les premiers mois de 1949. À la fin de l’année 1950, Lazarévitch ressentira une certaine frustration liée à leur dissolution.
Au début des années 1950, et ce dans un contexte de guerre froide relativement tendu, il crée La Réalité russe, revue spécialisée dans l’information sur l'URSS dans laquelle il tente remarquablement de faire connaître à l’opinion française certains aspects des réalités sociales, économique et culturelle de l'URSS.
Il est aidé par certains acteurs de l’extrême gauche anti-stalinienne, par Ida Mett sa compagne, et par d’autres personnalités du monde intellectuel parisien. Exclusivement composée de traductions d’articles récents de la presse soviétique, cette publication est composée d’une vingtaine de pages dactylographiées et ronéotypées. Bimensuelle en 1950, elle ne deviendra plus que quadri-annuelle à partir de 1956. Elle est diffusée de façon confidentielle, dans l’entourage militant de la famille, ainsi qu’à certains centres de recherche, principalement à la Bibliothèque de documentation internationale contemporaine. Ainsi, il veut démonter certaines mystifications de la propagande du régime soviétique. Cette revue compte soixante numéros, parus de 1950 à 1958. Il collabore à la fin des années 1950 avec l'Union des solidaristes russes (NTS).

## Œuvres
- Ce que j'ai vécu en Russie, préface de Jean Ledoux, Liège, Éditions Syndicat fédéraliste des mécaniciens et assimilés, 1926.
- Tu peux tuer cet homme : scènes de la vie révolutionnaire russe, avec Lucien Feuillade, Paris, Collection Espoir, Éditions Gallimard, 1950.
- L'école soviétique : enseignements primaire et secondaire, avec Ida Mett, préface de Pierre Pascal, Éditions Les îles d'or, Paris, 1954.
- À travers les révolutions espagnoles, Paris, Éditions P. Belfond, 1972.
- Autobiographie suivie du roman Les amours des abeilles travailleuses, avec Alexandra Kollontaï et Christine Fauré, Éditions Berg-Bélibaste, 1976.

## Citation
« Il serait banal et simple d’expliquer toutes les lacunes morales, [...] les graves délits des jeunes des dortoirs par l’activité défectueuse des moniteurs [adultes chargés de leur surveillance]. [...] Le jeune travailleur ne veut pas être le simple exécuteur de la volonté d’autrui, des projets d’autrui, même si ceux-ci sont magnifiques. »

## Sources
- Dictionnaire international des militants anarchistes : notice biographique.
- L'Éphéméride anarchiste : notice biographique.
- Centre International de Recherches sur l'Anarchisme (Lausanne) : notice bibliographique.
- (en) Libcom : notice biographique.
- (es) Fondation Pierre-Besnard : notice biographique.